# Confederación General del Trabajo (Spanje)
De Confederación General del Trabajo (kortweg: CGT) is een Spaanse vakbondsfederatie gebaseerd op anarchosyndicalistische principes. De CGT is in 1979 ontstaan uit een afsplitsing van de CNT.

## Geschiedenis
In 1979 organiseert de vakbond Confederación Nacional del Trabajo (CNT) in Madrid voor het eerst weer een congres sinds de herinvoering van de democratie na de dood van Francisco Franco. Als de bond op dat congres onder andere besluit niet deel te nemen aan ondernemingsraden en overheidssubsidie te weigeren, besluit een groep leden zich af te splitsen en een alternatief congres te organiseren in Valencia. Zij noemen zich in eerste instantie CNT-Valencia. In 1989 kent het Spaanse hooggerechtshof de afkorting toe aan de bond die tegenwoordig nog die naam draagt, en ziet CNT-Valencia zich gedwongen de naam Confederación General del Trabajo (CGT) aan te nemen.
Het daaropvolgende jaar splitst zich een groep leden van CGT zich af en gaat verder onder de naam Solidaridad Obrera (niet toevallig ook de naam van de oude CNT krant).

## Ideologie
In grote lijnen komt de ideologische basis van CGT overeen met de anarchosyndicalistische grondbeginselen van CNT. In de statuten van CGT worden de volgende beginselen en doelen genoemd:
- Het streven naar gemeenschapszin tussen werknemers, onafhankelijk van ras, geslacht, geloof, nationaliteit, taal en politieke of religieuze overtuiging.
- De emancipatie van werknemers door het verkrijgen van macht over productie- en consumptiemiddelen, en op die wijze het vestigen van een libertarische samenleving.
- Het elimineren van alle vormen van onderdrukking van de persoonlijke vrijheid.
- Solidariteit tussen werknemers en het verdedigen van elkaars socio-economische belangen.
- Het bevorderen van activiteiten die gericht zijn op:
  - Systematische ontwikkeling van beroepsvorming.
  - Behoud en bescherming van het milieu.
  - Elke vorm van hulp aan groepen in de samenleving die te maken hebben met discriminatie en marginalisering.
- Het vormen en verspreiden van het libertaire en anarchosyndicalistische gedachtegoed, alsmede de studie van en onderzoek naar de geschiedenis van het anarchisme en het syndicalisme .
- Het opstellen en verspreiden van elke vorm van informatie die werknemers zou kunnen interesseren.
- Het bevorderen van economische en sociale wetenschappen die de voorgaande punten kunnen ondersteunen.

CGT verschilt van CNT als het aankomt op de deelname aan de interne democratie van bedrijven (ondernemingsraden) en het accepteren van overheidssubsidies, wat CNT verwerpt. Bovendien verschilt de interne structuur van de bond, waarbij niet alle beslissingen in ledenvergaderingen bij de aangesloten bonden genomen dienen te worden, maar ook in de confederale ledenvergadering.

## Organisatie

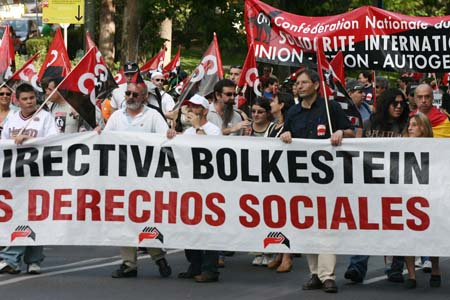
Protestdemonstratie georganiseerd door CGT

### Leden
CGT is met 60.000 leden in omvang (waarschijnlijk) de vierde vakbond van Spanje, na CC.OO., UGT en USO. Dit is niet helemaal zeker omdat de bond CNT geen cijfers over ledenaantallen naar buiten brengt. Desalniettemin haalt CGT niet de drempel van 10% van alle vertegenwoordigers, waardoor het geen zitting mag nemen in overleg met de nationale regering.
De invloed van CGT is het grootst in de auto-industrie en de telecommunicatiebedrijven. Ook in publieke sectoren als onderwijs en gezondheidszorg heeft de bond veel invloed.

### Structuur
De belangrijkste beslissingen over de te volgen lijn voor de bond en op ideologisch vlak, worden genomen door het congres, dat om de paar jaar door het confederale comité bijeen wordt geroepen. Alle leden van de bond kunnen deelnemen aan het congres.
De confederatie CGT bestaat uit lokale of sectoriële bonden. De lokale bonden vormen regionale federaties, waarvan de comités, gezamenlijk met die van de sectoriële bonden, zitting hebben in de confederale ledenvergadering. Deze comités worden gekozen door de verschillende congressen van deze bonden. Hoewel deze comités op zich geen uitvoerende macht hebben, kunnen zij in de confederale ledenvergadering wel beslissingen nemen over het voortgaan van de actie van de CGT, zolang deze niet in strijd zijn met beslissingen genomen door het congres, wat vervolgens gecoördineerd dient te worden door het confederale comité. Deze bevoegdheid van de comités beslissingen te nemen in de confederale ledenvergadering is een groot verschil met de organisatiestructuur van de CNT en nog altijd een reden van discussies tussen de twee bonden.